# Don Quichotte auf der Hochzeit des Comacho
Don Quichotte auf der Hochzeit des Comacho (auch Don Quichotte, der Löwenritter) (TWV 21:32) ist eine Oper in einem Akt von Georg Philipp Telemann. Das Libretto stammt von Daniel Schiebeler und Georg Philipp Telemann. Die Uraufführung fand am 5. November 1761 im Hamburger Konzerthaus statt.

## Entstehung
Der 1605 und 1615 erstmals veröffentlichte Roman "El ingenioso hidalgo Don Quijote de la Mancha" von Miguel de Cervantes (1547–1616) zählt bis heute zur Weltliteratur. Darin findet sich auch die Szene von der Teilnahme des Ritters Don Quichotte und seines Schildknappen Sancho Pansa an der Hochzeit des Comacho. Dem damals 20-jährigen Hamburger Dichter Daniel Schiebeler gefiel diese Szene so gut, dass er sie zu einem Singspiel unter dem Titel Basilio und Quiteria verarbeitete und dem 60 Jahre älteren Georg Philipp Telemann, dem er freundschaftlich verbunden war, für eine Vertonung anbot. Dieser war dazu auch sofort bereit, allerdings nicht ohne erhebliche Eingriffe in den vorliegenden Text vorzunehmen. Zeigte die ursprüngliche Fassung für eine musikalische Umsetzung doch zu viele Mängel. So entstand am Ende unter erheblicher Mitwirkung Telemanns ein Libretto, das zur Grundlage eines seiner reizvollsten Spätwerke wurde.

## Handlung
Während Don Quichotte und Sancho Pansa unterwegs sind und sich dabei an eher wenig rühmliche Abenteuer, wie den Kampf mit den Windmühlen erinnern, begegnen sie einer Gruppe von einfachen Landleuten auf dem Weg zu einer Hochzeit. Nachdem die beiden die Namen der Brautleute: Quiteria und Comacho erfahren haben, stellen sie sich als der berühmte Ritter Don Quichotte und dessen Waffenträger Sancho Pansa vor. Der Schäfer Grisostomo berichtet ihnen, dass die Braut eigentlich den armen Basilio liebe, jedoch von ihrem Vater dem reichen Comacho versprochen worden sei. Basilio sei deswegen untröstlich und verzweifelt, was Sancho Pansa, davon wenig beeindruckt, mit dem Hinweis kommentiert, die Zukunft werde schon alles zum Guten wenden. Beide sind nun hocherfreut, als sie zur Teilnahme an der Hochzeit eingeladen werden. Da kommt das Hochzeitspaar, die Braut jedoch weint, was Grisostomo damit erklärt, dass ja alle Mädchen an ihrem Hochzeitstag weinen. Dies kann freilich Sancho Pansa so nicht gelten lassen: seine eigene Frau habe bei der Hochzeit keineswegs geweint, vielmehr ihn selbst zum Weinen gebracht. Kaum sind die Hochzeitsgäste fröhlich beim Feiern, wird völlig unerwartet Basilio auf einer Bahre hereingetragen. Mit einem Dolch in der Brust und fast dem Tode nahe hat er nur noch einen Wunsch: ein letztes Mal die Hand Quiterias zu ergreifen, um den Tod leichter ertragen zu können. Erst auf die dringenden Bitten aller Umstehenden hin findet sich Comacho dazu bereit. Kaum hat jedoch Quiteria dem Sterbenden die Hand gereicht und der Priester den Bund gesegnet, springt Basilio auf und entlarvt sein Tun als lediglich schlauen Trick, um seine Geliebte Comacho zu entreißen. Es kommt zu einem heftigen Streit, dem Don Quichotte mit drohendem Schwert Einhalt gebietet, indem er erklärt, dass der Himmel Quiteria und Basilio füreinander bestimmt habe. Nur sehr widerwillig stimmt Comacho diesem Urteilsspruch zu. Am Ende kommt Sancho Pansa doch noch zu seinem Hochzeitsschmaus, alle sind zufrieden und preisen im Chor die Klugheit als das kostbarste Geschenk und den Weg zum wahren Glück.

## Rezeption
Die Oper wurde bei den 16. Magdeburger Telemann-Festtagen im März 2002 nach fast 250 Jahren zum ersten Mal wieder aufgeführt. Vier Jahre später hat das Magdeburger Opernhaus den Einakter ein weiteres Mal auf die Bühne gebracht und sechs Jahre später (2012) im Rahmen des Projekts Telemann für Schüler am selben Ort erneut gezeigt.